# Sarikei
Sarikei è una città della Malaysia di 29 000 abitanti, capoluogo dell'omonimo distretto, situata nello Stato di Sarawak.